# Уоллес, Джон (гребец)
Джон Уильям Уоллес (англ. John William Wallace; род. 1 апреля 1962, Берлингтон, Онтарио) — канадский гребец, выступавший за сборную Канады по академической гребле в период 1985—1992 годов. Чемпион летних Олимпийских игр в Барселоне, дважды серебряный призёр чемпионатов мира, победитель и призёр регат национального значения.

## Биография
Джон Уоллес родился 1 апреля 1962 года в городе Берлингтон провинции Онтарио, Канада.
Заниматься академической греблей начал в 1983 году в лодочном клубе «Леандер» в Гамильтоне. Позже проходил подготовку в гребном клубе в Виктории, Британская Колумбия.
Дебютировал на взрослом международном уровне в сезоне 1985 года, когда вошёл в основной состав канадской национальной сборной и выступил на чемпионате мира в Хазевинкеле, где в зачёте распашных рулевых восьмёрок закрыл десятку сильнейших.
В 1986 году в рулевых четвёрках занял седьмое место на мировом первенстве в Ноттингеме, дошёл до финала на Играх Содружества в Эдинбурге.
На чемпионате мира 1987 года в Копенгагене был пятым в восьмёрках.
Благодаря череде удачных выступлений удостоился права защищать честь страны на летних Олимпийских играх 1988 года в Сеуле, здесь в восьмёрках пришёл к финишу шестым.
На мировых первенствах 1990 года в Тасмании и 1991 года в Вене дважды подряд становился серебряным призёром в восьмёрках.
Находясь в числе лидеров гребной команды Канады, благополучно прошёл отбор на Олимпийские игры 1992 года в Барселоне. На сей раз в программе восьмёрок в финале обошёл всех своих соперников, в том числе на 0,14 секунды опередил ближайших преследователей из Румынии, и тем самым завоевал золотую олимпийскую медаль. Вскоре по окончании этой Олимпиады принял решение завершить карьеру профессионального спортсмена.
Для поддержания физической формы впоследствии занимался триатлоном. Женат на известной канадской гребчихе Силкен Лауман.